# Baia
Baia (dawniej Târgul Moldovei, węg. Moldvabánya) – wieś w Rumunii, dawne miasto, w okręgu Suczawa, w gminie Baia. W 2011 roku liczyła 5197 mieszkańców.

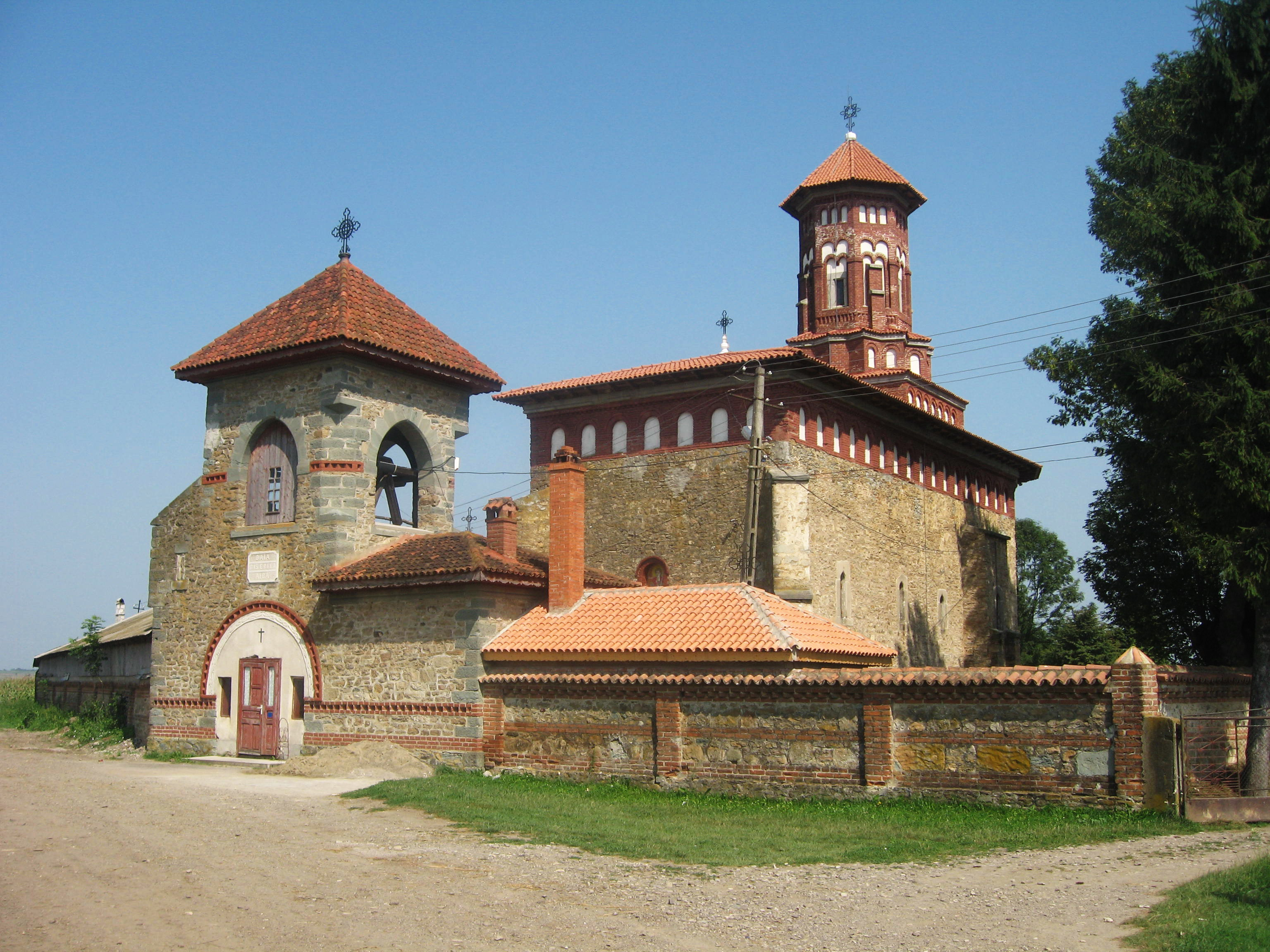
cerkiew w Baia

Baia była najstarszym ośrodkiem miejskim na terenie historycznej Mołdawii, założonym i początkowo zamieszkanym przez Niemców. W późnym średniowieczu była głównym ośrodkiem katolicyzmu w prawosławnej na ogół Mołdawii, tu w XV w. miało siedzibę katolickie biskupstwo.
Nazwa oznacza w języku rumuńskim kopalnię.